# Адмирал Захаров (большой противолодочный корабль)
«Адмирал Захаров» — большой противолодочный корабль проекта 1155, четвёртый корабль такого типа. Назван в честь адмирала Михаила Николаевича Захарова (1912—1978).

## Строительство
11 июня 1979 года БПК «Адмирал Захаров» был зачислен в списки кораблей ВМФ СССР, и 16 октября 1981 года, под заводским номером 112, заложен на Прибалтийском судостроительном заводе «Янтарь» в Калининграде.
4 ноября 1982 года БПК «Адмирал Захаров» был торжественно спущен на воду, и 30 декабря 1983 года вступил в строй (главный строитель, ответственный сдатчик корабля Аширов Салим Халимович).
18 января 1984 года БПК был включён в состав Тихоокеанского флота. Военно-морской флаг поднят 25 марта 1984 года.
Первый командир корабля — капитан 2-го ранга Скляров Николай Петрович (старший помощник — капитан 3 ранга Пискунов А. В., заместитель по политчасти — капитан 3-го ранга Малыш Н. В.).

### Вооружение
- Две счетверенные ПУ ПЛУР. По одним данным, на «Адмирале Захарове» использовались ПЛУР УРПК-3 «Метель» (код США и НАТО: SS-N-14A «Silex»)[2], по другим данным — ПЛУР УРК-5 «Раструб-Б» (код США и НАТО: SS-N-14B «Silex»)[3];
- 2 ЗРК «Кинжал» (8 пусковых установок, боезапас — 64 зенитные ракеты);
- Две 100-мм универсальные автоматические артустановки АК-100;
- Четыре шестиствольных 30-мм автомата АК-630;
- Два четырёхтрубных 533-мм торпедных аппарата ПЛО
- Два бомбомёта РБУ-6000
- Два вертолёта Ка-27.

## Служба
В 1985 году БПК «Адмирал Захаров» лучший корабль Балтийского флота в составе Балтийской эскадры разнородных сил (командир — капитан 2-го ранга Онофрийчук Виктор Владимирович).
В 1987 году совершил переход на Тихоокеанский флот.
В 1987 году, с 21 октября по 25 октября — визит в Луанда (Ангола), затем с 6 ноября по 11 ноября в Мапуту (Мозамбик), с 17 ноября по 23 ноября в Викторию (Сейшельские острова), а с 29 ноября по 3 декабря, БПК «Адмирал Захаров» совершил дружественный визит в Бомбей (Индия).
12 — 16 мая 1988 года в составе отряда кораблей под флагом командующего Тихоокеанским флотом адмирала Г. А. Хватова, БПК «Адмирал Захаров» (в отряде были ещё ТАВКР «Новороссийск» и ЭМ «Боевой»), в соответствии с планом по военно-техническому сотрудничеству и обмена визитами между кораблями ВМФ СССР и КНДР, посетил с официальным визитом Вонсан.
В зиму с 1988 на 1989 год, БПК «Адмирал Захаров» выполнил задачи боевой службы в Персидском заливе. В феврале 1989 года БПК «Адмирал Захаров», вместе с плавбазой «Иван Колышкин», тральщиками «Контр-адмирал Першин», «Харьковский комсомолец» и «Вице-адмирал Жуков», выполнял задачи по охране мирного судоходства СССР в зоне Персидского залива. Прибыв в конце 1988 года в залив, уже к 23 февраля БПК «Адмирал Захаров» провёл 6 конвоев в составе 15 судов (где отличился командир штурманской боевой части — капитан-лейтенант Александр Марченко). За всё время, пока БПК «Адмирал Захаров» находился в составе 8-й оперативной эскадры (осень 1988 года — зима 1989 года), он провёл 21 судно в 8 конвоях (по другим данным 53 судна в 23 конвоях). Командовал БПК на этот момент капитан 2-го ранга А. В. Пискунов.
С августа 1990 года по февраль 1991 года, БПК «Адмирал Захаров» выполнил задачи боевой службы в районе Южно-Китайского моря, с временным базированием на Камрань (СРВ). Во время этой боевой службы силами экипажа на крыше ходового мостика были установлены две пулемётные установки типа 2М-7 с 14,5-мм пулемётами КПВ.

### Авария
17 февраля 1992 года в 11 часов 42 минуты (по местному времени), на переходе во Владивосток (в Уссурийском заливе, в 7,4 километрах от мыса Сысоев), в кормовом машинном отделении БПК «Адмирал Захаров» произошёл взрыв газотурбинной установки, вызвавший объёмный пожар (из-за превышения предельных оборотов турбины винта (ТВ) форсажного двигателя произошло её разрушение, осколки разлетелись по всему кормовому машинному отделению, один из них пробил топливную цистерну (находившуюся под двигателем) и днище корабля, забортная вода, поступая в цистерну выдавила топливо в кормовое машинное отделение).
В результате пожара один член экипажа погиб, пятеро были госпитализированы с различными травмами и ожогами. Борьба с огнём продолжалась 30 часов.
Ремонт БПК «Адмирал Захаров», у которого практически полностью выгорело кормовое машинное отделение, был признан нецелесообразным, и корабль списали в резерв 2-й категории. 29 сентября 1994 года БПК «Адмирал Захаров» во Владивостоке был введён в док для заваривания забортных отверстий, в связи с предстоящей передачей в отдел реализации военного имущества для утилизации.
Разобран на металл на Чажминском судоремзаводе в начале 2000-х годов.

## Бортовые номера
- 1981 — 1984: 472
- 1984 — 1987: 443
- 1987 — 1990: 464
- 1990 — 1991: 541
- 1991 — 1993: 501
- 1993 — 2002: 513

## Фотографии

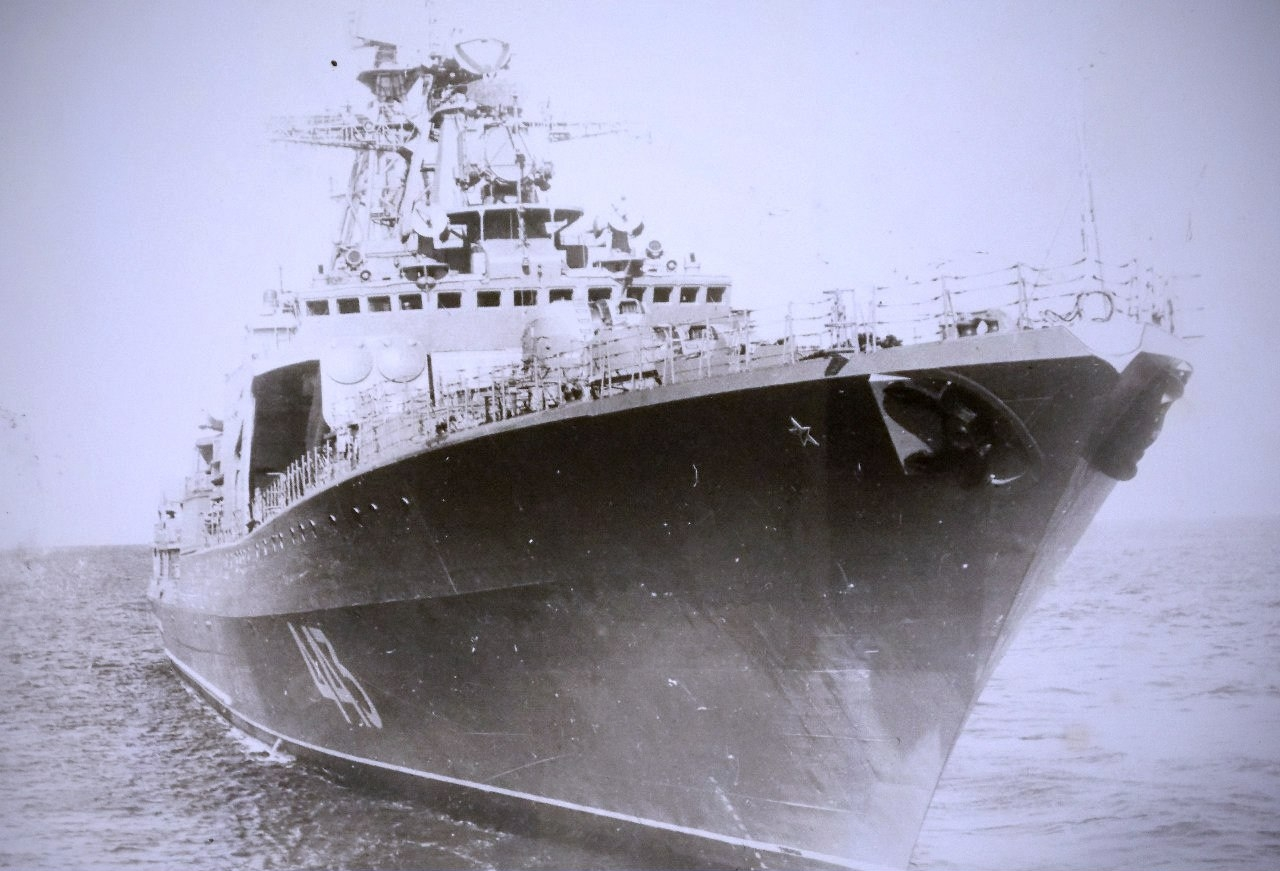
БПК «Адмирал Захаров», 1986 год.
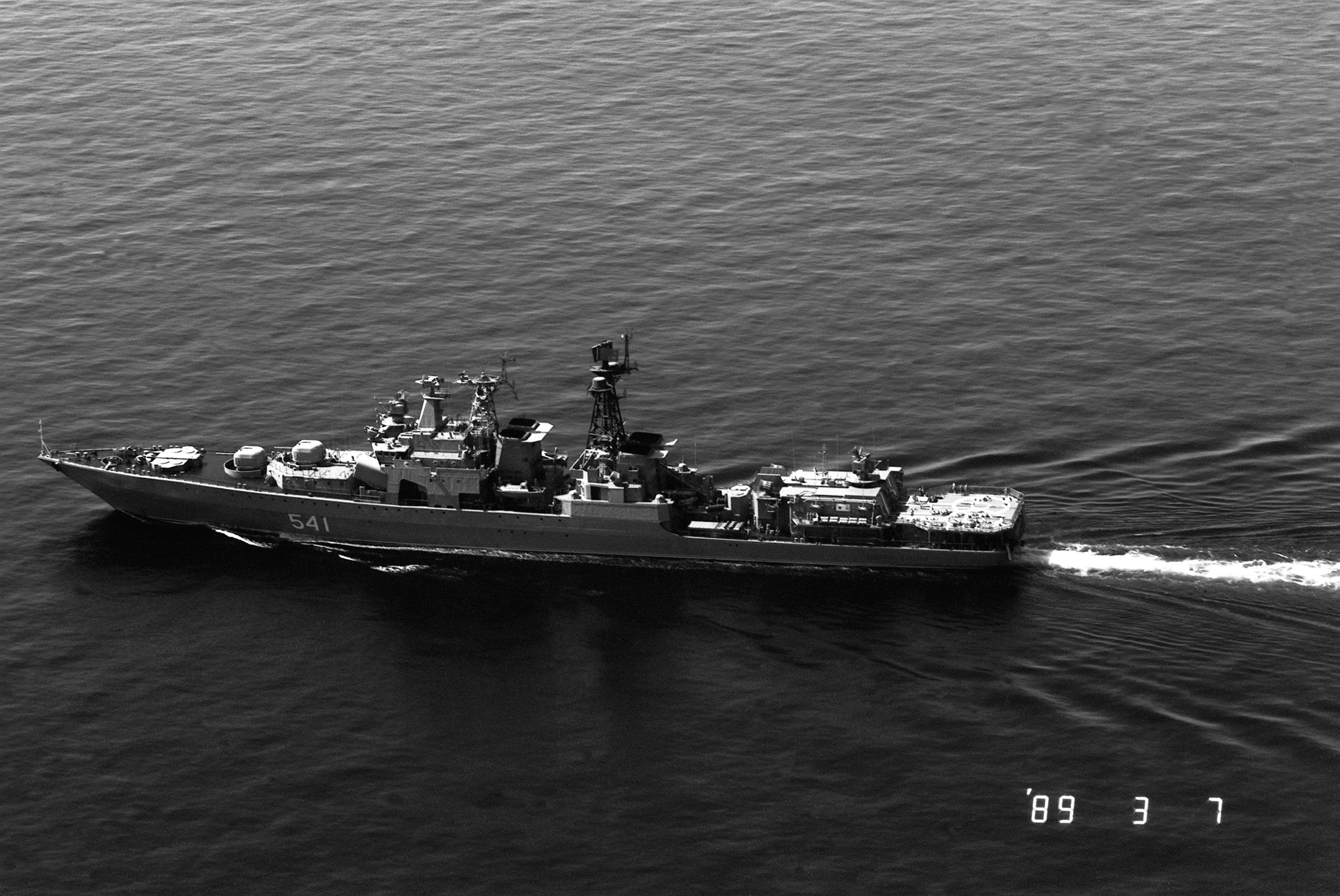
БПК «Адмирал Захаров», 1989 год.
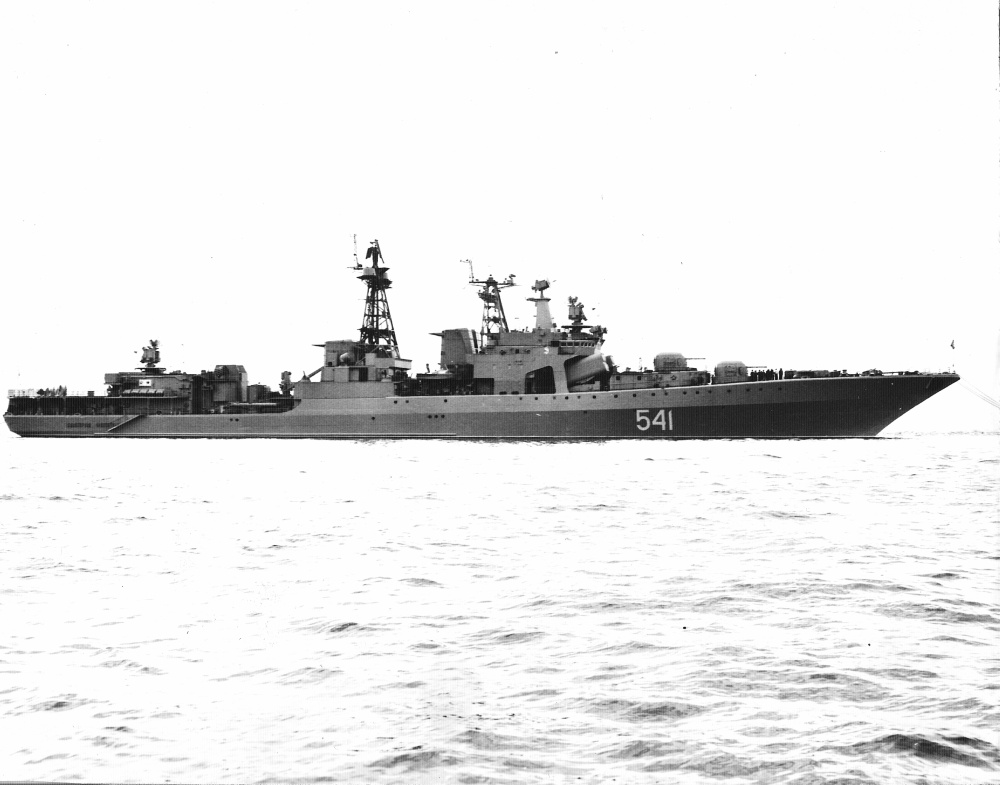
БПК «Адмирал Захаров», 1990 год.
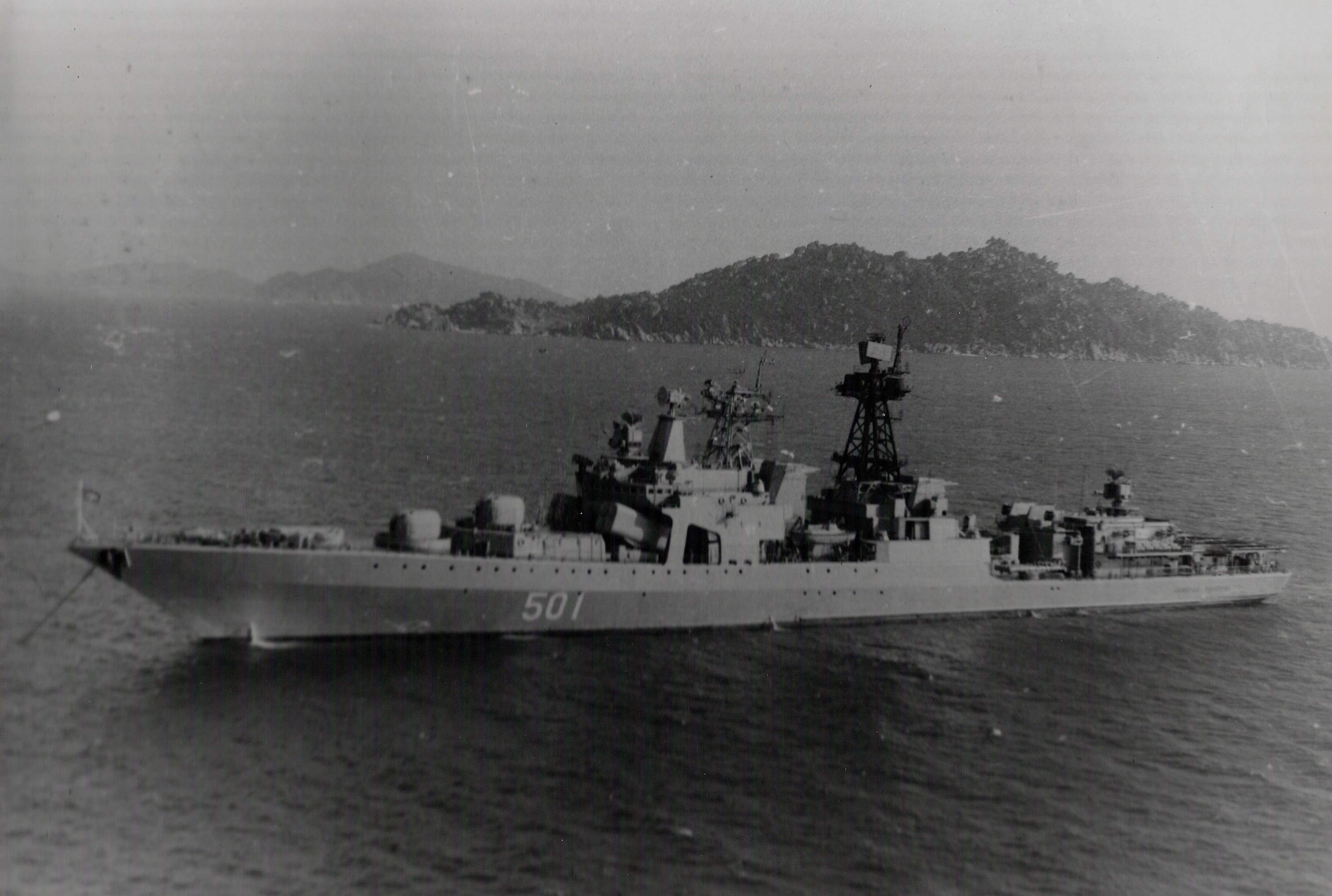
БПК «Адмирал Захаров», 1991 год, бухта Камрань.
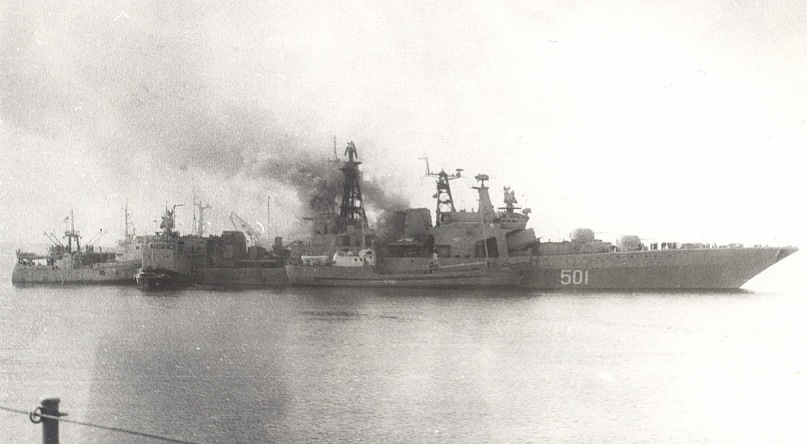
Пожар на БПК «Адмирал Захаров», 17.02.1992 года.